# All Alaska Sweepstakes

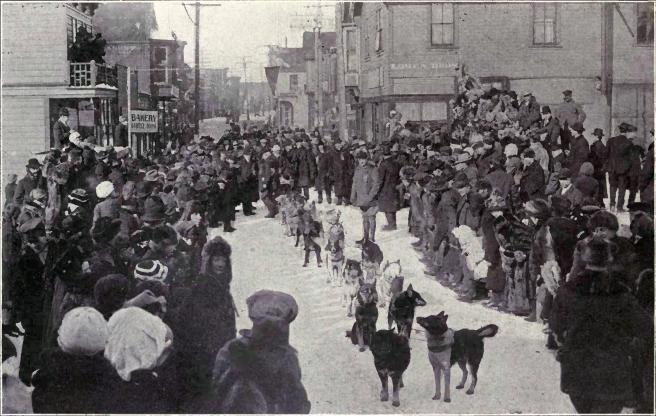
Start zum All Alaska Sweepstakes 1915

Unter All Alaska Sweepstakes ist das erste Schlittenhunderennen von Alaska bekannt.
Um 1880 wurden große Goldfunde in Alaska bekannt. Unter diesem Goldrausch strömten viele Menschen in das Gebiet von Nome, Klondike und Fairbanks. Die Frachtbeförderung war durch die Gegebenheiten im hohen Norden ein Problem das in den langen Wintern nur durch Hundegespanne gelöst werden konnte. An diese Hunde wurden harte Anforderungen gestellt. Schnell entwickelten sich Wettbewerbe, wer die besten Hunde habe, welches Gespann am schnellsten sei. Aus diesen kleinen, örtlichen Wettbewerben entwickelte sich dann 1908 in Nome das „All Alaska Sweepstakes“, bei dem der Gesamteinsatz an den Gewinner ausgezahlt wurde. Der erste Gewinner war ein reguläres Postteam mit Lastengeschirren und einem Lastenschlitten. In der Folge wurde schnell Wert auf eine richtige Rennausrüstung mit speziellen Schlitten gelegt. Schon im darauf folgenden Jahr ging der so ausgerüstet Scotty Allan mit einem Schlitten an den Start, der nur 31 Pfund wog, viel weniger als der Lastschlitten vom vorangegangenen Jahr.

## Das legendäre Rennen
So jung wie diese Sportart war, sie zog schon Musher aus aller Welt an, um hier die Leistungsfähigkeit ihrer Gespanne unter Beweis zu stellen. Beim zweiten Rennen im Jahr 1909 belegte das Team von William Goosak, einem Pelzhändler aus Russland, den dritten Platz mit seinen vergleichsweise kleinen Hunden, die er aus Sibirien eingeführt hatte, Vorläufern der Siberian Huskys. Bereits ein Jahr später belegten Teams dieses Hundetyps die Plätze eins, zwei und vier und sorgten damit für eine Sensation, weil sie die größeren Hunde in der Konkurrenz, die bis dahin in Alaska üblich waren, übertrafen.